# پروفوبیلیروژن
پروفوبیلیروژن (به انگلیسی: Porphobilinogen) با فرمول شیمیایی C۱۰H۱۴N۲O۴ یک ترکیب شیمیایی با شناسه پاب‌کم ۱۰۲۱ است. که جرم مولی آن ۲۲۶٫۲۲۹ می‌باشد. 